# Martita Hunt
Pour les articles homonymes, voir Hunt.
Martita Hunt, née le 30 janvier 1899 à Buenos Aires, Argentine, et morte le 13 juin 1969 à Londres, est une actrice de théâtre et de cinéma britannique.

## Biographie

### Jeunesse
Hunt est née à Buenos Aires, en Argentine, de parents britanniques, Alfred et Marta Hunt (née Burnett). Elle passe ses dix premières années en Argentine avant d'aller avec ses parents au Royaume-Uni pour entrer au Queenwood Ladies' College, à Eastbourne, et s'entraine à l'art dramatique sous la direction de Genevieve Ward et de Lady Benson.
Elle est la tante de Gareth Hunt.

## Filmographie

### Cinéma
- 1920 : The Rank Outsider de Richard Garrick
- 1932 : Service for Ladies d'Alexander Korda : Aline
- 1932 : Love on Wheels de Victor Saville : Une pianiste
- 1933 : J'étais une espionne (I Was a Spy) de Victor Saville : Tante Lucille
- 1933 : Vendredi treize (Friday the Thirteenth) de Victor Saville : Agnes Lightfoot
- 1934 : Too Many Millions (en) d'Harold Young : Mme Pilcher
- 1935 : Mr. What's-His-Name? de Ralph Ince : Mme Davies
- 1935 : The Case of Gabriel Perry d'Albert de Courville : Mme Read
- 1935 : Man of the Moment de Monty Banks : Une joueuse à la roulette
- 1935 : First a Girl de Victor Saville : Madame Seraphina
- 1935 : King of the Damned de Walter Forde : La femme dans l'avion
- 1936 : When Knights Were Bold de Jack Raymond : Tante Esther
- 1936 : Marie Tudor de Robert Stevenson : Lady Grey, la mère de Jane
- 1936 : Pot Luck de Tom Walls : Mme Cream
- 1936 : The Interrupted Honeymoon de Leslie S. Hiscott : Nora Briggs
- 1936 : Agent secret (Sabotage) : Miss Chatham
- 1937 : Good Morning, Boys de Marcel Varnel : Lady Bogshott
- 1937 : The Mill on the Floss de Tim Whelan : Mme Glegg
- 1937 : Six heures à terre (Farewell Again) de Tim Whelan : Adela Swayle
- 1937 : Paradis pour deux (Paradise for Two) de Thornton Freeland : Mme Bernard
- 1938 : Second Best Bed de Tom Walls : Mme Mather
- 1938 : L'étrange pensionnaire (Strange Boarders) de Herbert Mason : Miss Pitter
- 1938 : Prison Without Bars de Brian Desmond Hurst : Mme Appel
- 1939 : The Nursemaid Who Disappeared d'Arthur B. Woods : Lady Alce Ballister
- 1939 : Trouble Brewing (en) d'Anthony Kimmins : Mme Berdi
- 1939 : A Girl Must Live de Carol Reed : Mme Dupont
- 1939 : Au revoir Mr. Ships! de Sam Wood : Une touriste anglaise à bicyclette
- 1939 : Young Man's Fancy de Robert Stevenson : Duchesse de Beamont
- 1940 : Old Mother Riley Joins Up de Maclean Rogers : Commandant
- 1940 : At the Villa Rose de Walter Summers : Helen Vaquier
- 1940 : The Middle Watch de Thomas Bentley : Lady Elizabeth Hewett
- 1940 : The Good Old Days de Roy William Neill : Sara Macaulay
- 1940 : Tilly of Bloomsbury de Leslie S. Hiscott : Lady Marion Mainwaring
- 1940 : Miss Knowall de Graham Cutts (Court-métrage) : Miss Hardcastle
- 1941 : Radio libre (Freedom Radio) d'Anthony Asquith : Frau Lehmann
- 1941 : Quiet Wedding d'Anthony Asquith : Mme. Mirelle
- 1941 : East of Piccadilly d'Harold Huth : Ma
- 1942 : The Seventh Survivor de Leslie S. Hiscott : Mme Lindley
- 1942 : They Flew Alone d'Herbert Wilcox : Miss Bland
- 1942 : Sabotage at Sea de Leslie S. Hiscott : Daphne Faber
- 1942 : Lady from Lisbon de Leslie S. Hiscott : Susan Wellington-Smythe
- 1943 : L'Homme en gris (The Man in Grey) de Leslie Arliss : Miss Patchett
- 1944 : Welcome, Mr. Washington de Leslie S. Hiscott : Miss Finch
- 1946 : Les Grandes Espérances (Great Expectations) de David Lean : Miss Havisham
- 1947 : Le Fantôme de Berkeley Square (The Ghosts of Berkeley Square) de Vernon Sewell : Lady Mary
- 1948 : Anna Karénine (Anna Karenina) de Julien Duvivier : Princesse Betty Tversky
- 1948 : The Little Ballerina de Lewis Gilbert : Miss Crichton
- 1948 : Une âme perdue (So Evil My Love) de Lewis Allen : Mme Courtney
- 1949 : L'éventail de Lady Windermere (The Fan) d'Otto Preminger : Duchesse de Berwick
- 1952 : Robin des Bois et ses joyeux compagnons (The Story of Robin Hood and His Merrie Men) de Ken Annakin : La reine Aliénor d'Aquitaine
- 1952 : Treasure Hunt de John Paddy Carstairs : Tante Anna Rose
- 1952 : Meet Me Tonight d'Anthony Pelissier : Mabel Grace
- 1952 : It Started in Paradise de Compton Bennett : Mme Alice
- 1953 : Folly to Be Wise de Frank Launder : Lady Dodds
- 1953 : La Valse de Monte-Carlo (Melba) de Lewis Milestone : Mme Marchesi
- 1955 : Rhapsodie royale (King's Rhapsody) de Herbert Wilcox : La reine mère
- 1956 : The March Hare de George Mare O'Ferrall : Lady Anne
- 1956 : Anastasia de Anatole Litvak : Baronne Elena von Livenbaum
- 1956 : Trois hommes dans un bateau (Three Men in a Boat) de Ken Annakin : Mme Willis
- 1957 : L'Admirable Crichton (The Admirable Crichton)  de Lewis Gilbert : Lady Emily Brocklehurst
- 1957 : Les Espions de Henri-Georges Clouzot : Constance Harper
- 1958 : Bonjour tristesse d'Otto Preminger : La mère de Philippe
- 1958 : Le Prisonnier du Temple (Dangerous Exile) de Brian Desmond Hurst : Lady Lydia Fell
- 1958 : Moi et le colonel (Me and the Colonel) de Peter Glenville : Mère supérieur
- 1959 : Les Noces vénitiennes de Alberto Cavalcanti : Lisa Bradwell
- 1959 : La Fille en blue-jeans de Philip Dunne
- 1960 : Bottoms Up de Mario Zampi : Lady Gore-Willoughby
- 1960 : Le Bal des adieux (Song Without End) de Charles Vidor : La grande duchesse
- 1960 : Les Maîtresses de Dracula (The Brides of Dracula) de Terence Fisher : la baronne Meinster
- 1961 : Mr. Topaze de Peter Sellers : La baronne
- 1962 : Le monde merveilleux des contes de Grimm (The Wonderful World of the Brothers Grimm) : Anna Richter
- 1964 : La Reine du Colorado (The Unsinkable Molly Brown) de Charles Walters : La grande duchesse Elise Lupavinova
- 1964 : Becket de Peter Glenville : Mathilde l'Emperesse
- 1965 : Bunny Lake a disparu (Bunny Lake is Missing) d'Otto Preminger : Ada Ford
- 1969 : The Best House in London de Philip Saville : La maîtresse de cérémonie

### Télévision
- 1946 : Dangerous Corner (téléfilm) : Miss Mockridge
- 1952 : Studio One (série télévisée)
- 1953 : Omnibus (série télévisée) : Louka
- 1957 : Sword of Freedom (série télévisée) : Duchesse Di Crespi / Duchesse Di Luca
- 1958-1959 : Tales from Dickens (série télévisée) : Betsey Trotwood
- 1959 : The DuPont Show of the Month (série télévisée) : La comtesse
- 1961 : Thriller (série télévisée) : Celia Sommerville
- 1962 : Saki (en) (série télévisée) : Lady Bastable
- 1962 : Route 66 (série télévisée) : Mme Baxter
- 1964 : First Night (série télévisée) : Madame Nodier